# Guist
 (juillet 2023).
Guist est une paroisse civile et un village du Norfolk, en Angleterre.